# Aulus Furius Antias
Aulus Furius Antias war ein antiker römischer Dichter. Er stammte aus Antium und lebte im späten 2. und frühen 1. Jahrhundert v. Chr.
Furius war mit Quintus Lutatius Catulus, der im Jahr 102 v. Chr. als Konsul amtierte, befreundet. Catulus widmete dem Dichter, wie Cicero berichtet, eine Darstellung seiner Taten, insbesondere seines Anteils am Sieg über die Kimbern; vermutlich sollte Furius diesen Stoff in einem Epos behandeln. Tatsächlich scheint Furius ein solches historisches Epos, das wohl den Titel Annales trug, verfasst zu haben. Der spätantike Gelehrte Macrobius überliefert acht Stellen aus dem Werk eines Furius, bei dem es sich möglicherweise um den Freund des Catulus handelt; diese Verse (Hexameter) seien Vorbilder für Passagen in Vergils Aeneis gewesen. Allerdings ist es auch möglich, dass die Zitate bei Macrobius einem Werk des Dichters Marcus Furius Bibaculus entnommen sind. Andere Stellen sind durch Aulus Gellius überliefert. Gellius zitierte sechs Hexameter, die sich zum Teil auf Kämpfe beziehen, und nannte als deren Autor Furius aus Antium. Er verteidigte dessen Wortschöpfungen gegen die Kritik des Grammatikers Caesellius Vindex, der behauptet hatte, Furius verhunze (dēdecorāre) die lateinische Sprache. Eine der beanstandeten Stellen ist der Vers incrēscunt animī, vīrēscit volnere virtūs („Am Schaden wächst das Gemüt und steigt die Tatkraft“). Während Caesellius das Anfügen des ingressiven -ēscere-Suffixes an das Substantiv vīrēs „Kräfte“, um die Bedeutung „an Kraft zunehmen“, oder, wie Gellius es auffasst, „die ehemaligen Kräfte wiedererlangen“ (prīstinās reciperāre vīrēs) zu erzeugen, offenbar zutiefst missbilligte, empfand der Dichter Gellius diesen Neologismus als höchst poetisch und polemisierte entsprechend. Jener umstrittene Vers fand Eingang in das Vorwort von Nietzsches Götzen-Dämmerung.

## Textausgaben
- Willy Morel (Hrsg.): Fragmenta poetarum latinorum epicorum et lyricorum praeter Ennium et Lucilium, Leipzig, Teubner, 1927. Rééd. Leipzig 1995.